# Паспорт гражданина Югославии
Югославский паспорт — документ, который выдавался гражданам из Социалистической Федеративной Республики Югославии с целью развития международного туризма. Югославский паспорт помогал найти работу в европейских и Восточных торговых фирмах. Паспорт считался одним из самых удобных в мире, поскольку он был одним из немногих, с которым человек может свободно ехать через Восток и Запад во время холодной войны. Сейчас спрос на паспорта вырос, поскольку паспорт теперь рассматривается как сувенир.